# آنتونیمینا
آنتونیمینا (به ایتالیایی: Antonimina) یک کومونه در ایتالیا است که در استان رجو کالابریا واقع شده‌است.

## خصوصیات
آنتونیمینا ۲۲٫۹۱ کیلومترمربع مساحت و ۱٬۳۲۲ نفر جمعیت دارد و ۳۲۷ متر بالاتر از سطح دریا واقع شده‌است.